# Brandmerk (schip)

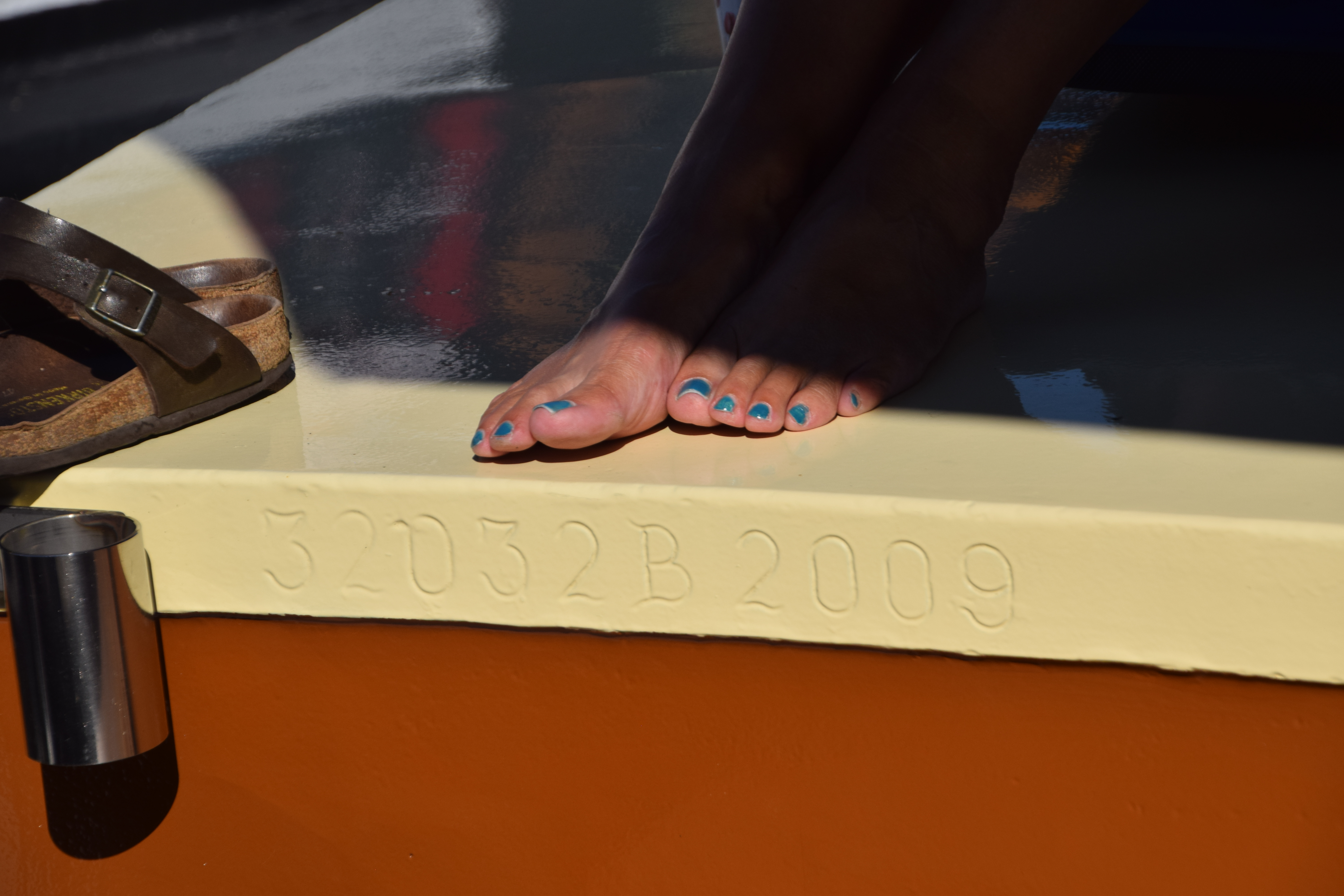
Het brandmerk van de sleepboot En Avant uit 1929, aangebracht in 2009

Een brandmerk is een middel om een zaak te identificeren door middel van een merkteken dat niet zonder sporen verwijderd kan worden. Voor schepen geeft het aan, dat het schip geregistreerd is (geweest) in het Scheepsregister bij het Kadaster. Volgens wettelijke voorschriften in Nederland dient het brandmerk binnen drie maanden na registratie van het schip door het Kadaster zelf te worden aangebracht. Dit is een wettelijke taak van het Kadaster.

## Samenstelling
Tot 1927 bestond het brandmerk uit een nummer + Kadasterkantoor afkorting + jaartal
Sind de wetswijziging die toen van kracht werd wordt een “nieuw” brandmerk gebruikt: een nummer, een B, V of Z, een kantoorafkorting en het jaar van inschrijving.
Bij schepen die in het Nederlands Kadaster zijn geregistreerd, bestaat het brandmerk uit een doorlopend nummer, rubriek, kantoor en jaar van teboekstelling:
- een volgnummer van inschrijving

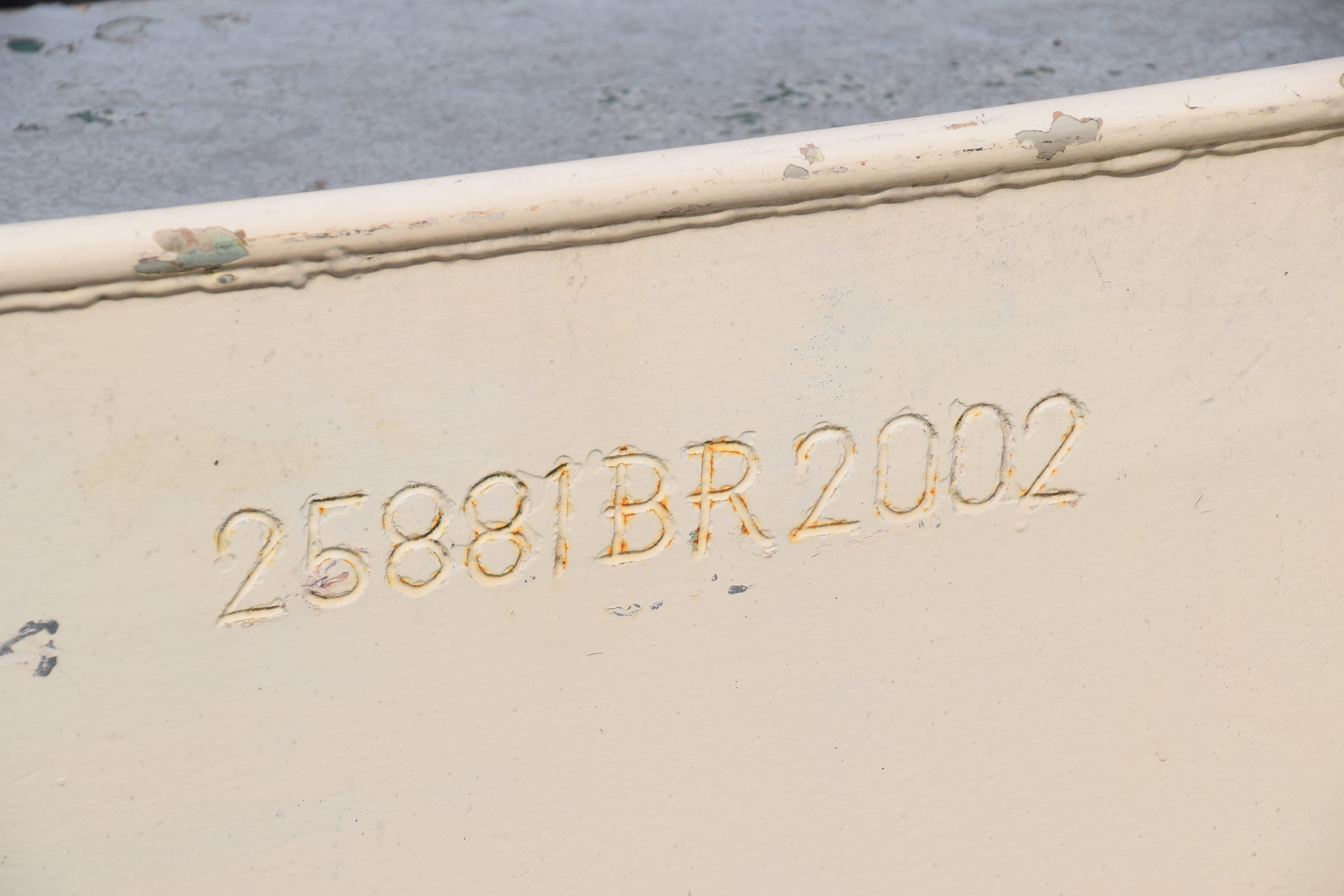
Brandmerk van de salonboot Oude Maze

- vanaf 1927 een letter als aanduiding van het soort schip

- Z voor Zeevaart
- B voor Binnenvaart
- V voor Visserij

- de plaats van registratie
- het jaar van registratie

Voorbeeld: 19660 B ROTT 1988
Midden 1989 is dat gewijzigd en werd Rott afgekort tot R, GRON werd G enzovoort.
Voorbeeld: 12345 Z R 2003.
Per 12 juni 2006 is de nummering gecentraliseerd en wordt het kantoor van inschrijving niet meer vermeld, alleen een doorlopend nummer, rubriek en jaar van teboekstelling. Binnenschepen vanaf 28000 B 2006, zeeschepen vanaf 21000 Z 2006.
Voorbeeld: 34277 B 2011
Later is dat één doorlopende nummerreeks geworden, ongeacht welk rubriek het is.
In België bestaat geen brandmerk op schepen, zoals Nederland dat kent. Op Belgische schepen wordt meestal het officieel scheepsnummer (ook wel genoemd Europanummer, Rijnvaartnummer of per 1 april 2007 geleidelijk het vervangende ENI-nummer) en/of het nummer van de meetbrief aangebracht.
Dat meetbriefnummer bestaat uit drie onderdelen:
- BR voor Brussel
- een nummer van 5 cijfers
- B voor België.

Voorbeeld: BR 12345 B
De Franse nummering is vergelijkbaar.

## Technieken

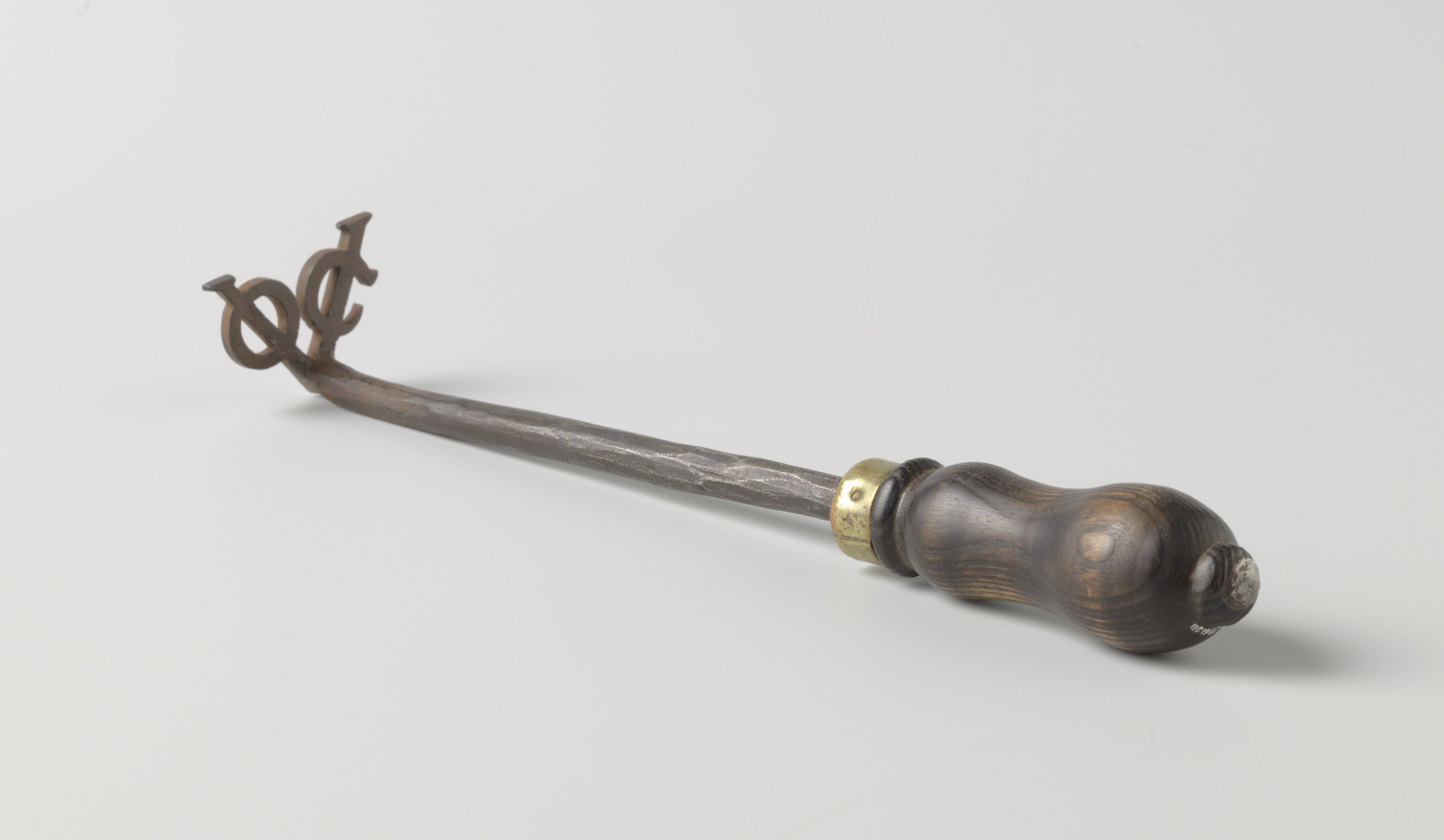
Brandmerkijzer van de Vereenigde Oostindische Compagnie dat het VOC-merk aanbracht op houten schepen, 18e eeuw

Er zijn verschillende manieren van brandmerken:
- op houten schepen door middel van een gloeiend ijzer
- op stalen schepen door middel van inbeitelen
- op polyester schepen en betonnen woonbootcasco's met een kunststof plaatje

## Koppeling brandmerk - registratie
Bij Nederlandse schepen is het brandmerk gekoppeld aan registratie in Scheepsregister van het Kadaster. Het unieke brandmerk legt de registratie van het schip vast. Daarmee is het schip internationaal geïdentificeerd en ligt ook de eigendom vast. Bij schepen in het buitenland is het voor een Nederlands brandmerk noodzakelijk, dat het schip bij het Kadaster in Nederland staat geregistreerd en dat de bouw van het schip zover is voltooid, dat het Kadaster het brandmerk kan aanbrengen. Tevens is het mogelijk door het kadaster microdots te laten aanbrengen. Deze zeer kleine chips, voorzien van een uniek identificatienummer worden met duizenden tegelijk aangebracht op de vaste onderdelen van uw schip.